# 2000 في اليابان
فيما يلي قوائم الأحداث التي وقعت خلال عام 2000 في اليابان.

## سياسة

### تعيين في المنصب
- 5 أبريل – يوشيرو موري رئيس وزراء اليابان.

### انتهاء فترة المنصب
- 5 أبريل – كيزو أوبوتشي رئيس وزراء اليابان.
- 4 يوليو – هيروفومي ناكاسوني وزير التعليم  [لغات أخرى]‏.

## رياضة
- 8 أكتوبر – جائزة اليابان الكبرى 2000 الفائز مايكل شوماخر.

## ظهور
- 1 يناير – إيتشي كيو هاتشي يون كتاب من تأليف هاروكي موراكامي.

## أفلام
من الأفلام التي صدرت هذه السنة في اليابان:
- 1 يناير – اللوح الأسود من إخراج سميرة مخملباف.
- 1 يناير – المحقق كونان: أسير في عينيها من إخراج كينجي كوداما.
- 1 يناير – المعركة الملكية من إخراج کینجي فوکاساکو [الإنجليزية]‏.
- 1 يناير – حيا أو ميتا 2: طيور من إخراج تاكاشي مايكه.
- 1 يناير – رينغ أوه: بيرثداي من إخراج نوروي تسوروتا [الإنجليزية]‏.
- 11 فبراير – جو-أون: ذا كورس من إخراج تاكاشي شيموزو.

## برامج ومسلسلات وأنمي
- السيف القاطع

## مواليد

### يناير
- 1 يناير – تاكاشي كاوانيشي لاعب كرة قدم ياباني.
- 1 يناير – تيرو آبي لاعبو كرة قدم يابانيون.
- 1 يناير – سيجي كيشي مخرج أفلام ياباني.
- 1 يناير – شوهي يوشيدا رائد أعمال ياباني.
- 1 يناير – لين مؤدّية صوت يابانية.
- 1 يناير – لين أوكاموتو مانغاكا ياباني.
- 1 يناير – ماتسوري هينو مانغاكا.
- 1 يناير – ماسومي إيتو ملحنة يابانية.
- 1 يناير – موتومو تورياما
- 1 يناير – نايومي تانيجوتشي متسابق دراجات نارية ياباني.
- 1 يناير – هيروشي كانازاوا لاعب كرة قدم ياباني.
- 13 يناير – كازوكي تاناكا لاعب كرة قدم ياباني.[1]

### مارس
- 7 مارس – هيروتو يامادا لاعب كرة قدم ياباني.[2]

### أبريل
- 3 أبريل – كوهي أوكونو لاعب كرة قدم ياباني.[3]
- 10 أبريل – تسوباسا ديراياما لاعب كرة قدم ياباني.[4]
- 14 أبريل – مياو هيرانو لاعبة تنس طاولة يابانية.
- 20 أبريل – ريه هيراكاوا لاعب كرة قدم ياباني.[5]

### مايو
- 8 مايو – تاتا كاواإي لاعب كرة قدم ياباني.[6]
- 8 مايو – ريوإيتشي إيمامورا لاعب كرة قدم ياباني.[7]
- 30 مايو – تايتشي سوزوكي لاعب كرة قدم ياباني.[8]

### يونيو
- 7 يونيو – أيومو وساكو لاعب كرة قدم ياباني.[9]

### يوليو
- 4 يوليو – هيناتا كيدا لاعب كرة قدم ياباني.[10]
- 12 يوليو – كونوسكه كوسايزومي لاعب كرة قدم ياباني.[11]

### أغسطس
- 9 أغسطس – شيأون هونما لاعب كرة قدم ياباني.[12]
- 23 أغسطس – ريوجوزيف هاشيمورا لاعب كرة قدم ياباني.[13]
- 29 أغسطس – مينامي هامابي ممثلة يابانية.

### سبتمبر
- 6 سبتمبر – تسوباسا أداتشي لاعب كرة قدم ياباني.[14]

### أكتوبر
- 21 أكتوبر – ميما إيتو لاعبة تنس طاولة يابانية.

### نوفمبر
- 22 نوفمبر – كوسيإي تاني لاعب كرة قدم ياباني.[15]

## وفيات

### يناير
- 1 يناير – ياسو سوزوكي (مواليد 1913) لاعبو كرة قدم يابانيون.

### فبراير
- 2 فبراير – تروكي مياموتو (مواليد 1940) لاعبو كرة قدم يابانيون.
- 5 فبراير – هيديتوشي تاكاهاشي (مواليد 1916) لاعب كرة قدم ياباني.

### مارس
- 7 مارس – هيروكازو نينوميا (مواليد 1917) لاعب كرة قدم ياباني.

### أبريل
- 12 أبريل – تاتسيكي جيناي (مواليد 1933)

### مايو
- 10 مايو – كانيتو شيوزاوا (مواليد 1954) مؤدّي صوت ياباني.
- 14 مايو – كيزو أوبوتشي (مواليد 1937)[16]

### يونيو
- 4 يونيو – تاكاشي كانو (مواليد 1920) لاعب كرة قدم ياباني.
- 16 يونيو – الإمبراطورة كوجون (مواليد 1903)[17]
- 19 يونيو – نوبورو تاكه-شيتا (مواليد 1924) سياسي ياباني.[18]